# Деревины
Дереви́ны (укр. Деревини) – село, расположенное на территории Черниговского района Черниговской области (Украина) на берегу реки Терюха. Расположено в 84 км на север от райцентра Чернигова. Население — 473 чел. (на 01.01.2013 г.).
Адрес совета: 15110, Черниговская обл., Черниговский р-он, село Деревины, ул. Гагарина,1а , тел. 3-85-33.
Ж/д станции — Деревины и Лукошко (линия Гомель-Бахмач).
Первые упоминания про Деревины сделаны в 1715 г.
Советская власть установлена в декабре 1917 г.
Местный совет создан  в 1932 г.
На фронтах Великой Отечественной войны и в партизанских отрядах против немецких войск сражались 472 человека, из них 248 человек награждены орденами и медалями, 112 погибли.
Село освобождено от немецкой оккупации 23 сентября 1943 г.
Менее чем в 1 км севернее села расположен ППр с Белоруссией.
В конце февраля 2022 года село было оккупировано российскими войсками в ходе вторжения России на Украину. В начале апреля того же года освобождено украинскими войсками.